# Mega Man Battle Network (videojuego)
MegaMan Battle Network es el primer juego de la serie de videojuegos MegaMan Battle Network de Capcom. La historia tiene lugar en el año 200X, aunque el escenario es un universo paralelo en el que los hechos clave ocurrieron de forma distinta de la encarnación original del título.